# 聖卡拉路
聖卡拉路是加拿大安大略省多倫多的一條東西走向的主要街道。它是英國人於18世紀末規劃的一條特許道路，位於布魯亞街以北2（1.2英里）、皇后街以北4（2.5英里）處。

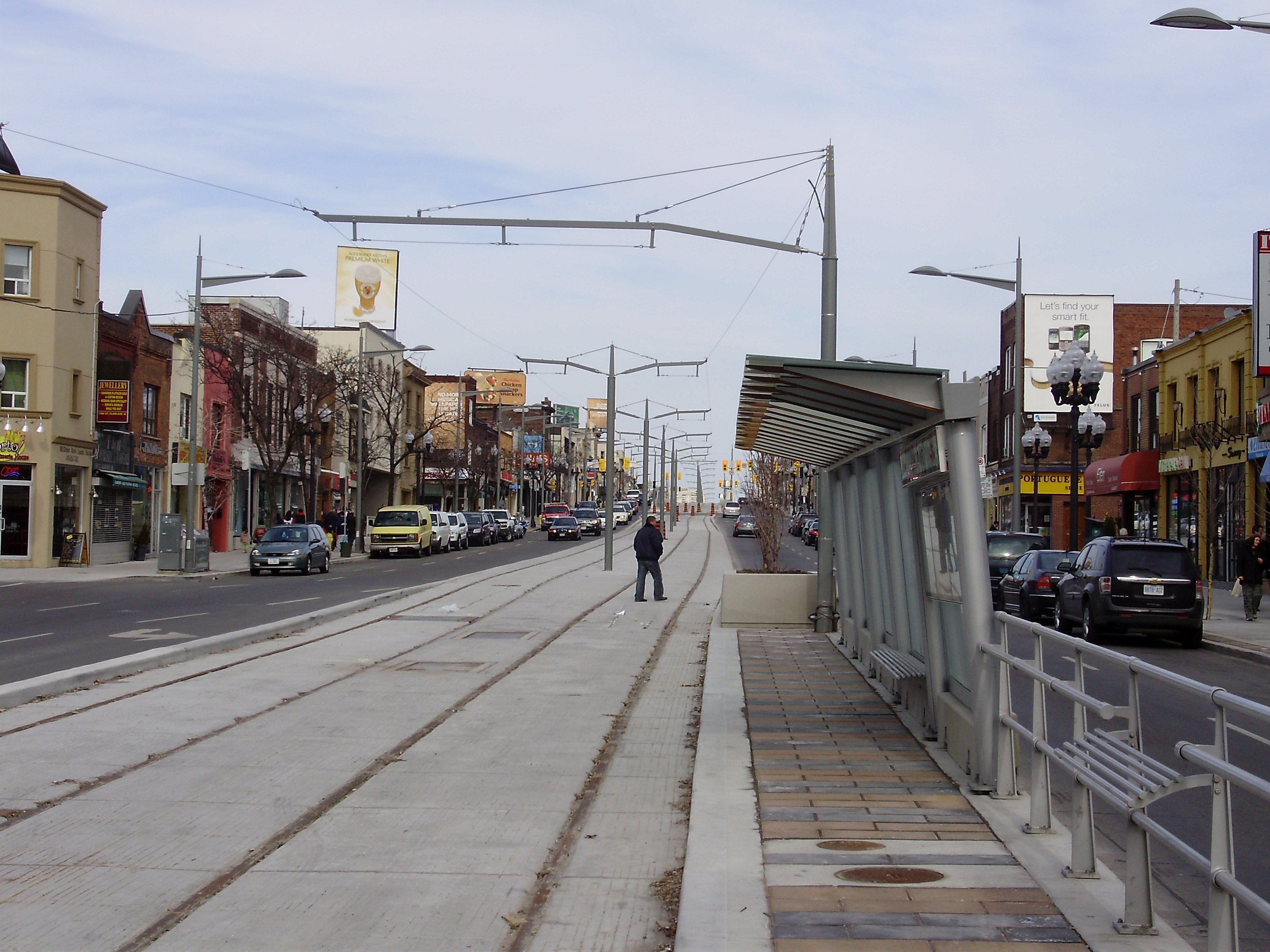
於意大利大街的聖卡拉西路向東望，道路中部是即將完工的電車站，攝於2009年

聖卡拉路有兩個斷開的路段。西段東起摩亞公園，西至史嘉烈道，全長約10（6.2英里）。東段從當河谷遠端的泰勒溪公園（Taylor Creek Park）開始，延伸7（4.3英里）至京士頓道。與多倫多所有穿過央街的街道一樣，聖卡拉路由央街分為聖卡拉東路（St. Clair Avenue East）和聖卡拉西路（St. Clair Avenue West），東西路皆是從央街開始標號。與多倫多大多數其他特許道路不同，聖卡拉路並沒有向西延伸到怡陶碧谷，因為登打士街的北弧在其西端盡頭附近穿過漢伯河，形成了般咸圖道的連接，般咸圖道是其近似的主幹道。
聖卡拉西路的汽車及公共運輸交通繁忙。超過一半的通勤者在交通高峰時段乘坐512號聖卡拉路電車線，該線路連接地鐵聖卡拉站及聖卡拉西站。聖卡拉東路東段有70號奧干拿徑及102號萬錦道巴士線提供服務。

## 社區
從東到西，聖卡拉路的主要路段從摩亞公園及鹿園開始，經過多個著名的社區。阿梵奴道以西有森林山、南山、巴干杜山、域治活公園、橡林村、伯爵閣（包括意大利大街）及交加區。聖卡拉東路東段從柏維山（Parkview Hills）開始向東，經過活湃花園（Woodbine Gardens）、卡拉利、貝治芒公園（Birchmount Park）及堅尼地公園，直至懸崖區。
聖卡拉路因葡萄牙裔、拉美裔及意大利裔人口眾多而聞名。聖卡拉路通常是意大利裔及葡萄牙裔球迷在他們的祖籍國贏得比賽后慶祝的地方。多年來，多倫多各地的意大利裔及葡萄牙裔人士在足球領域展開了相互競爭。聖卡拉路上規模最大的慶祝活動之一是意大利贏得1982年國際足協世界盃，據估當時有30萬球迷參與，加里東道（Caledonia Road）與橡林路（Oakwood Avenue）之間近20個街區的街道被關閉。
意大利大街是多倫多除小意大利外的一塊意大利裔社區，位於西山路（Westmount Avenue；德化林街以東）和蘭士登路之間的聖卡拉西路。聖卡拉西區（St. Clair West）也被用作從舊韋斯頓道到巴佛士街的所有社區的總稱，因為它們具有相似的建築風格。儘管該地區歷史上被認為以意大利裔人士為主，現今意大利裔居民已不再佔多數。許多希望在該市購房的新購房者都會選擇聖卡拉西區，因為其相對適中的房價、社區明顯的自豪感以及聖卡拉路上新的電車站。